# Agrochira bifocalis
Agrochira bifocalis är en tvåvingeart som beskrevs av Ian David Whittington 2003. Agrochira bifocalis ingår i släktet Agrochira och familjen bredmunsflugor.
Artens utbredningsområde är Uganda. Inga underarter finns listade i Catalogue of Life.